# Breaks (Virginia)
Breaks es un lugar designado por el censo ubicado los condados de  Buchanan y Dickenson en el estado estadounidense de Virginia. En el Censo de 2020 tenía una población de 144 habitantes y una densidad poblacional de 41,74 habitantes por km².

## Geografía
Breaks se encuentra ubicado en las coordenadas 37°21′11″N 82°11′20″O / 37.35306, -82.18889.  Según la Oficina del Censo de los Estados Unidos,  tiene una superficie total de 3,45 km², de la cual 3,44 km² corresponden a tierra firme y 0,01 km² a agua.